# Alexandra Ripleyová
Alexandra Ripleyová (8. ledna 1934 Charleston – 10. ledna 2004 Richmond) byla americká spisovatelka.

## Životopis
Narodila se jako jediné dítě Alexandra a Elizabeth Braidových. Navštěvovala školu Ashley Hall v Charlestonu a promovala na vysoké Vassar College v roce 1955 z ruštiny. Vždycky chtěla být spisovatelkou, ale odvahu uskutečnit svůj sen našla až po vyzkoušení několika zaměstnání, mezi nimi například čtení rukopisů.
Svou první knihu Who's the Lady in the President's Bed? vydala roku 1972 pod pseudonymem B. K. Ripley. Dílem Charleston (1981) započala autorka řadu historických románů, které se staly bestsellery. Avšak životním dílem se stal roku 1991 román Scarlett, kterým Alexandra Ripleyová navázala na dvoudílnou ságu Jih proti Severu od Margaret Mitchellové.
Zemřela 10. ledna 2004 ve svém domě v Richmondu ve Virginii. Byla dvakrát vdaná a měla dvě dcery z prvního manželství s Leonardem Ripleym.

## Dílo
- 1972: Who's the Lady in the President's Bed?
- 1981: Charleston
- 1984: Sbohem, Charlestone
- 1985: Návrat času
- 1987: Dědictví z New Orleansu
- 1991: Scarlett
- 1994: Zlato tabákových polí
- 1997: Božská láska